# Galathella galatheae
Galathella galatheae is een vlokreeftensoort uit de familie van de Uristidae. De wetenschappelijke naam van de soort is voor het eerst geldig gepubliceerd in 1959 door Dahl.